# Theridion leucophaeum
Theridion leucophaeum är en spindelart som beskrevs av Simon 1905. Theridion leucophaeum ingår i släktet Theridion och familjen klotspindlar. Inga underarter finns listade i Catalogue of Life.